# Magyar Mozi TV
A Magyar Mozi TV a Tematic Media Group magyar nyelvű tematikus televíziós csatornája, amely kizárólag magyar gyártású tartalmakat tűz a műsorára.

## Története
2022. szeptember 15-én a csatorna nevét és a logóját a SZTNH-nál levédették. Az év október 12-én látott először napvilágot, hogy a Tematic Media Group új magyar nyelvű televíziós csatornát indít, amin kizárólag magyar gyártású filmek és sorozatok lesznek láthatók. A csatorna 2023. március 1-jén 13 órakor kezdte sugározni műsorát. A csatorna már az indulásának napján bekerült a DIGI kábeles platformjába, és a Vodafone TV csatornakínálatába. Az év július 4-én a DIGI műholdas platformjába, valamint a Magyar Telekom kínálatába is bekerült (utóbbi szolgáltatónál HD minőségben). Az év október 31-én bekerült a MinDig TV Prémium alapcsomagjába is. 2025-től a One kínálatában is fogható HD minőségben.
Műsoraiban a klasszikusoktól kezdve napjainkig készült magyar mozi- és tévéfilmek, sorozatok, dokumentum- és rövidfilmek, színházi közvetítések, animációs- és bábfilmek, valamint reality-k is láthatóak. A filmek, tévéjátékok és sorozatok nagy részét általában a Nemzeti Filmintézettől és az MTVA-tól, a rendszerváltás után készült filmeket pedig többnyire azok producereitől vásárolják, de felvették a kapcsolatot a Magyar Dokumentumfilmesek Egyesületével, és a színházi iskolákkal is, hogy az újonnan készült dokumentum- és rövidfilmeknek, illetve azok alkotói számára is elérhetővé tegyék a széles körű megismertetést. Ezen műsorszerkezet miatt az egykori Filmmúzeum reinkarnációjának is tekinthető a csatorna. Az első adásnap A bolondok grófja című tévéjátékkal kezdődött, amit a Guerilla, Az ember tragédiája, A nagy ékszerész, a Ripacsok és a Requiem című alkotások követtek.
Műsorát 24 órás műsoridőben sugározza, az éjszakai műsorsávban 2023. márciusától 2024. március 1-ig magyar nóta-válogatások voltak a csatornán, onnantól kezdve véglegesen a nap 24 órájában sugároz elsősorban magyar filmeket és sorozatokat.
2023. szeptember 1-től a csatorna reklámidejét az Atmedia értékesíti (amikor néhány napig 70 percnél rövidebb filmeket megszakítási felhívás volt a reklámblokk előtt).
A csatorna hangja Nagypál Gábor, aki 2024. június 17. óta nemcsak az ajánlókat, de a korhatár-besorolásokat is narrálja.

## Vételi lehetőségek
| Vételi lehetőségek műholdon | Vételi lehetőségek műholdon |
| --------------------------- | --------------------------- |
| Műhold:                     | Thor 5 (nyugati 1 fok)      |
| Frekvencia:                 | 12,188 Mhz                  |
| Polarizáció:                | Vertikális (függőleges)     |
| Moduláció:                  | DVB-S, QPSK, MPEG2          |
| Szimbólumráta:              | 28,000 Ks/s                 |
| FEC:                        | 7/8                         |
| Kódolás:                    | Nagravision 3 (1802, 1880)  |
| Video-PID:                  | 4010                        |
| Audio-PID:                  | 894 (Magyar)                |
| PMT-PID:                    | 3190                        |
| PCR-PID:                    | 4010                        |
| Szolgáltatásazonosító:      | 3270                        |
| Hálózatazonosító:           | 1                           |

## Saját készítésű műsorok
- A magyar mozi mesterei
- Életöröm – Minden, amit tudni érdemes a cukorbetegségről és a megelőzésről
- 1 óra nóta

## Sorozatok
- Angyalbőrben
- A feladat
- Egy a Természettel
- Família Kft.
- Hungarikumok nyomában
- Kémeri
- Képek, tájak, emberek
- Két pisztolylövés
- Kliensek kliensei
- Kuflik
- Legyetek szeretettel
- Linda
- Madarat tolláról
- Magyar világkarrierek
- Másfélmillió lépés Magyarországon
- Mézga Aladár különös kalandjai
- Privát kopó
- Sejtjeink
- Üzenet a jövőből – A Mézga család különös kalandjai
- Vakáción a Mézga család
- Védőőrizet – Magyar politikai foglyok náci koncentrációs táborokban